# برثغورا (كورنوال)
برثغورا (بالإنجليزية: Porthgwarra)‏ هي قرية تقع في المملكة المتحدة في كورنوال.